# Glaskuchen

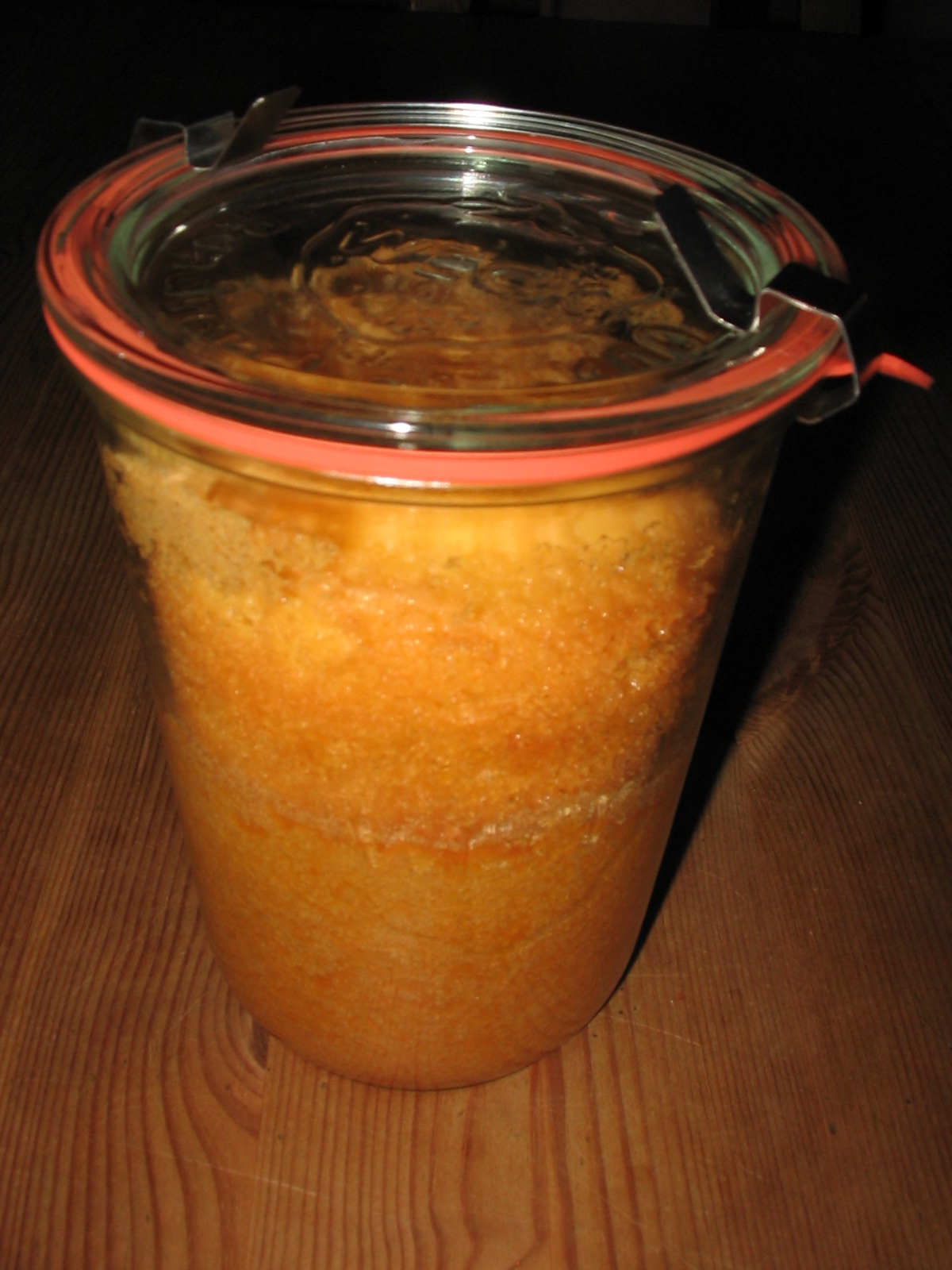
Gebackener Glaskuchen im verschlossenen Glas

Ein Glaskuchen (auch Weckkuchen oder Kuchen im Glas genannt) ist ein Kuchen, der im Einmachglas im Backofen gebacken wird. Er ist dadurch, ähnlich wie Eingekochtes, mehrere Monate haltbar.

## Zubereitung
Ein beliebiger Rührkuchenteig, es eignet sich aber auch jeder Muffin- und Brotteig, wird nach Rezept gemischt. Anschließend wird ein Einmachglas zur Hälfte mit dem zubereiteten Teig gefüllt. Dabei ist zu beachten, dass der Teig beim Backen aufgeht.
Der Kuchen wird nun im offenen Glas im Backofen nach den Angaben im Rezept gebacken. Nach dem Backen wird das Glas sofort, noch heiß, dicht verschlossen. Durch den beim Abkühlen entstehenden Unterdruck bleibt der Verschluss dicht und der Kuchen durch die erfolgte Erhitzung über längere Zeit haltbar.
Eine andere Möglichkeit ist, die Gläser bereits nach dem Einfüllen des Teigs zu verschließen und dann im Einkochtopf, also im Wasserbad, bei 100 Grad zu erhitzen. Auf diese Weise werden das „Backen“ und Haltbarmachen gleichzeitig vollzogen. Allerdings bildet sich bei dieser Methode keine „Kruste“ auf dem Kuchen und der Geschmack ist weniger intensiv. Dafür sollen solche Kuchen bei bestimmten Verdauungskrankheiten besonders bekömmlich sein.
Kuchen im Glas wird oft in Weckgläsern gebacken, da sich diese Gläser für das Verfahren besonders gut eignen, allerdings müssen es konisch zulaufende, sog. Sturzgläser sein, aus denen sich der Kuchen entnehmen lässt. Das (Weck-)Verfahren selbst wurde nach 1880 von dem Gelsenkirchener Chemiker Rudolf Rempel erfunden und am 24. April 1892 patentiert. Nachdem sein jüngerer Bruder, ein Fabrikant in Plettenberg, die ersten Gläser verschickte, interessierte sich Johann Carl Weck dafür und kaufte 1895 das Patent. Gemeinsam mit Georg van Eyck gründete er am 1. Januar 1900 die Firma J. Weck u. Co. (heute J. Weck GmbH u. Co. KG). Die Wortschöpfung „einwecken“ wurde bereits 1907 offiziell in den Duden aufgenommen.
Offenbar wurde der Kuchen im Glas bereits zu dieser Zeit erfunden, denn 1909 berichtete eine gewisse Frau M. Herding in einer von der Firma Weck herausgegebenen Zeitschrift über Kuchen im Weckglas. Bald darauf wurden die Leser der Zeitschrift aufgefordert, sich mit Rezepten für Glaskuchen an einem Wettbewerb zu beteiligen. Ein Anleitungsbuch der Firma Weck von 1941 enthält Rezepte für Glaskuchen.
Amerikanische Lebensmittelwissenschaftler weisen allerdings darauf hin, dass das Verfahren ohne Zusatz von Konservierungsmitteln gefährlich ist und bereits im Teig vorkommende Bakterien beispielsweise beim Verzehr des Produkts Botulismus hervorrufen können.